# 主龍屬
主龍屬（學名：Archosaurus）又譯初龍，是種主龍形類爬行動物，生存於二疊紀最晚期的俄羅斯與波蘭，是已知最早的主龍形類之一。

## 外部連結
- http://www.mathematical.com/dinoarchosaurus.html （页面存档备份，存于）